# Karl-Heinz Wozniak
Karl-Heinz Wozniak es un deportista de la RDA que compitió en piragüismo en la modalidad de eslalon. Ganó seis medallas en el Campeonato Mundial de Piragüismo en Eslalon entre los años 1955 y 1963.

## Palmarés internacional
| Campeonato Mundial | Campeonato Mundial | Campeonato Mundial | Campeonato Mundial |
| Año                | Lugar              | Medalla            | Competición        |
| ------------------ | ------------------ | ------------------ | ------------------ |
| 1955               | Tacen (Yugoslavia) | Medalla de plata   | C1 por equipos     |
| 1955               | Tacen (Yugoslavia) | Medalla de bronce  | C1 individual      |
| 1959               | Ginebra (Suiza)    | Medalla de plata   | C1 por equipos     |
| 1959               | Ginebra (Suiza)    | Medalla de bronce  | C1 individual      |
| 1961               | Hainsberg (RDA)    | Medalla de plata   | C1 por equipos     |
| 1963               | Spittal (Austria)  | Medalla de oro     | C1 por equipos     |